# Dreh den Swag auf
Dreh den Swag auf ist ein Lied, das der österreichische Rapper Money Boy am 21. August 2010 auf dem Mixtape Swagger Rap veröffentlichte. Es ist ein Cover des Songs Turn My Swag On des US-amerikanischen Rappers Soulja Boy.
Bekannt wurde das Lied durch das am 6. Oktober 2010 auf YouTube hochgeladene Musikvideo. Lied und Video wurden aufgrund ihrer unprofessionellen Umsetzung zum Internetphänomen. Dadurch gewannen Money Boy und der Begriff Swag größere Bekanntheit im deutschsprachigen Raum.

## Geschichte
Dreh den Swag auf war eines der ersten Lieder, die Money Boy auf YouTube stellte. Der Hannoverschen Allgemeine Zeitung sagte er, dass er auf den Erfolg des zuvor auf YouTube veröffentlichten Ching, Chang, Chung (ebenfalls von Swagger Rap) habe aufbauen können.
Nachdem Money Boy einen Vertrag beim Label Sony Music Entertainment unterschrieben hatte, wurde Dreh den Swag auf (Club Remix) als kommerzielle Single veröffentlicht.
Nach einem Zwischenfall bei einem Konzert im März 2016, infolge dessen gegen Money Boy Strafanzeige wegen fahrlässiger Körperverletzung gestellt wurde, benannte er sich in Why SL Know Plug um und löschte alle damaligen Videos auf seinem YouTube-Kanal, darunter auch Dreh den Swag auf.

## Musik und Text
Der Beat und die Melodie des Refrains sind von Turn My Swag On übernommen. Der Text des gesungenen Refrains ist fast wörtlich übersetzt. Die Strophen werden gerappt, ihr Text ist neu und verwendet Rap-Slang, insbesondere US-amerikanischen. Money Boy singt schief und mit Wiener Intonation.
Der Germanist Fabian Wolbring nennt Dreh den Swag auf als Beispiel für einen Raptext, in dem Vokabeln, die zumindest manchen Zuhörern unbekannt sind, als „primär ästhetisch motivierte Lautspiele“ aufzufassen seien. Um diese These zu stützen, betrachtet er die Zeilen

„Knick-knack paddywhack! Ich bin jetzt so dope,
also geh weg, dummer Kek, gib mir jetzt das Koks.“

Auch wenn die Anspielung auf den Kinderreim This old man nicht verstanden würde, sei die „kommunikative Absicht Money Boys […] vollkommen klar, […] da er sich an raptypischen Sprechverhaltensmustern und Topoi“ orientiere. Dazu zählten die Selbstpreisung, die Beleidigung des Gegenübers, sowie, durch die „selbstverständliche[…] Erwähnung illegaler Drogen“, die Themenbereiche „Kriminalität, Rausch und Reichtum.“

### Club Remix
Für die kommerzielle Veröffentlichung wurde ein neuer Beat unterlegt und der Refrain digital bearbeitet, sodass die Melodie von Turn My Swag On nicht mehr zu erkennen ist.

## Video
Das Video zeigt Money Boy an verschiedenen Orten in seiner Heimatstadt Wien: Unter anderem fährt er mit einem Segway auf dem Bürgersteig der Ringstraße, steht vor dem Heldendenkmal der Roten Armee, in einem Autohaus vor einem Ferrari, auf einem öffentlichen Basketballplatz, und isst in der Wiener Filiale der Fast-Food-Kette TGI Friday’s. Auf dem Basketballplatz posiert Money Boy neben Kindern, sonst sind keine anderen Personen im Video zu sehen. Sein Outfit im Hip-Hop-Stil wechselt an jedem Drehort, er trägt gefälschte Goldketten. Der Künstler Kurt Prödel (unter anderem The Screenshots) beschrieb Money Boys Auftreten als „ein etwas unförmiger Typ […], der ungelenke Bewegungen in bunten Def-Shop-Klamotten ausführt.“
Die Kamera wird oft erst verzögert scharf gestellt. Zum Teil werden Accessoires in close-ups gezeigt.

### Club Remix
Für den Club Remix wurde ein eigenes Video gedreht, das Money Boy mit dem Originalvideo verglich, „aber auf Anabolika.“ Neben Money Boy waren darin die österreichischen Prominenten La Hong und  Erich Joham sowie eine Teilnehmerin der österreichischen Doku-Soap Saturday Night Fever zu sehen.

## Rezeption und Einfluss

### Aufrufzahlen
Am 21. Dezember 2010 hatte das Video fast 2 Millionen Klicks erreicht. Am 22. Oktober 2015, weniger als ein halbes Jahr, bevor es gelöscht wurde, war das Video mehr als 22 Millionen Mal aufgerufen worden.

### Rezeption
Florentin Schumacher fasste die zeitgenössischen Reaktionen auf Dreh den Swag auf in der Frankfurter Allgemeinen Sonntagszeitung rückblickend so zusammen:

„Mein Gott, was für ein Idiot. Wie schlecht rappt der!
Ja, der rappt schlecht, und er wirkt wie ein Idiot. Aber mit Absicht, weil’s lustig ist.
Der ist gar kein Idiot, und der rappt auch nicht schlecht – nur extrem ungewohnt. Nicht dreimal ums Eck gedacht wie K.I.Z. und Kollegah, die mit ihren Vergleichswettbewerben Deutschrap dominierten. Sondern direkt. Ohne jede Scham. Einfach mitten drauf.
Das waren so die drei Meinungen, die man 2010 zu Money Boy haben konnte, und sie traten in der Reihenfolge in exponentiell fallender Häufigkeit auf.“

Auch die Rheinische Post schrieb 2011, einige Nutzer fänden Dreh den Swag auf „einfach nur grottenschlecht, andere [würden] einen Gag hinter dem Phänomen [vermuten].“ ByteFM schrieb 2011, Money Boy habe sich „in die Herzen derer, die auch schon Grup Tekkan oder Alexander Marcus abfeierten“ gesungen. Fabian Wolbring erklärte den Erfolg des Videos mit dem sich aus der dilettantischen Umsetzung ergebenden „real-satirischem Unterhaltungswert.“
Positiv äußerten sich im Rückblick die von Money Boy beeinflussten Musiker Haiyti und LGoony. Haiyti sagte, sie habe beim Ansehen des Videos sofort erkannt, dass Money Boy „schlau“ sei, er habe „die Stärke, sich schwach zu zeigen.“ LGoony sagte, er sei zunächst „skeptisch“, nach ein paar Tagen aber „voll drin“ gewesen.

### Kultureller Einfluss
Dreh den Swag auf trug entscheidend zu Bekanntheit des Wortes Swag im deutschen Sprachraum bei, das 2011 zum Jugendwort des Jahres gewählt wurde.
Die Juice und die deutsche Rolling Stone bezeichneten Dreh den Swag auf als „Urknall“ des von Swag-Rap beziehungsweise Trap inspirierten Deutschraps.
2020 führte The Gap das Lied in seinem Ranking der 100 wichtigsten österreichischen Popsongs auf dem 100. Platz an.